# For Her Brother's Sake (film 1911 Ince)
For Her Brother's Sake è un cortometraggio muto del 1911 diretto da Thomas H. Ince.
Nello stesso anno uscirono altri due film dallo stesso titolo: il primo For Her Brother's Sake era diretto da George Melford; il secondo For Her Brother's Sake (non si conosce il nome del regista) era interpretato da Maurice Costello.

## Produzione
Il film fu prodotto dall'Independent Moving Pictures Co. of America (IMP).

## Distribuzione
Il film - un cortometraggio in una bobina - uscì nelle sale statunitensi l'11 maggio 1911, distribuito dalla Motion Picture Distributors and Sales Company. Non si conoscono copie ancora esistenti della pellicola che viene considerata presumibilmente perduta.